# Hradisko
Hradisko (in ungherese Kisvár, in tedesco Kuntschhöfchen) è un comune della Slovacchia facente parte del distretto di Kežmarok, nella regione di Prešov.